# NGC 6358
NGC 6358 ist eine 14,3 mag helle linsenförmige Galaxie vom Hubble-Typ S0 im Sternbild Drache und etwa 423 Millionen Lichtjahre von der Milchstraße entfernt.
Sie wurde am 2. Mai 1887 von Lewis A. Swift entdeckt.